# فتحية بسكير
فتيحة بسكر، ولدت في عام 1947، هي رسامة وصحفية جزائرية.

## سيرة شخصية
ولدت عام 1947 في باب الوادي (الجزائر العاصمة)، درست من عام 1969 إلى عام 1972 في مدرسة العمارة والفنون الجميلة بالجزائر العاصمة. كانت تلميذة للفنانين التشكيليين شكري مسلي وعلي علي خوجة ومحمد إيسياخم. تشارك منذ الثمانينيات في العديد من المعارض الجماعية في الجزائر وخارجها. بالإضافة إلى عملها كرسامة، فهي أيضًا صحفية.
وهي عضوة في مجموعة الـ35 رسامًا، وهي مجموعة تأسست في الجزائر العاصمة للتمييز عن السيطرة التي تمارسها الدولة الجزائرية على الفنانين من خلال الاتحاد الوطني للفنون التشكيلية (UNAP). أصبحت مقيمة في دار عبد اللطيف في الجزائر العاصمة عام 1986. مكثت ستة أشهر مع الرسام جان لويس برنارد في استوديو جروبر (دار دي أليسيا، باريس 1980).
في يونيو 2013، تم تكريمها من قبل وزير الثقافة خلال حفل توزيع جوائز علي معاشي في الجزائر العاصمة. أعمالها موجودة في المتحف الوطني للفنون الجميلة بالجزائر العاصمة، ومتحف زابانا بوهران، ومتحف أليندي في تشيلي.
أيضًا في عام 2013، ظهرت بعض أعمالها أيضًا في معرض جماعي بعنوان "Equinoxe féminin"، الذي جمع 28 رسامة في المتحف الوطني للفنون الجميلة بالجزائر العاصمة، بمن فيهم جميلة بنت محمد، بتينا هاينن عياش، باية، جاهيدة حوادف، سهيلة بلبحار، صامتة بن يحيى أو عائشة حداد. مع فنانات أخريات، ساهمت فتيحة بسكر في تمكين المرأة. مثلت هؤلاء الفنانات ظاهرة اجتماعية جديدة، حيث أضفن إلى التزاماتهن العائلية نشاطًا فنيًا مهنيًا، وسمحن بالاعتراف الكامل بالفن النسائي الجزائري في مجتمع كانت فيه عبارة "رسامة" تحمل دلالة ازدرائية.